# Мандрело-Палацоне (Перуђа)
Мандрело-Палацоне је насеље у Италији у округу Перуђа, региону Умбрија.
Према процени из 2011. у насељу је живело 32 становника. Насеље се налази на надморској висини од 262 м.